# ئی‌ام‌دی اس‌دی۷۵ام
ئی‌ام‌دی اس‌دی۷۵ام (انگلیسی: EMD SD75M) یک لوکوموتیو دیزلی ساخت شرکت جنرال موتورز الکترو-موتیو دیویژن بوده‌است.
این لوکوموتیو که مابین سال‌های ۱۹۹۴ تا ۱۹۹۶ تولید می‌شده دارای ۱۶ سیلندر و ۴۳۰۰ اسب بخار قدرت بوده‌است.